# Radějovice (Přehýšov)
Radějovice jsou malá vesnice, část obce Přehýšov v okrese Plzeň-sever v Plzeňském kraji. Nachází se čtyři kilometry západně od Přehýšova. Je zde evidováno 27 adres. V roce 2011 zde trvale žilo 52 obyvatel.
Radějovice leží v katastrálním území Radějovice u Přehýšova o rozloze 1,74 km2.

## Historie
První písemná zmínka o vesnici pochází z roku 1239.

## Obyvatelstvo
| Rok            | 1869 | 1880 | 1890 | 1900 | 1910 | 1921 | 1930 | 1950 | 1961 | 1970 | 1980 | 1991 | 2001 | 2011 | 2021 |
| -------------- | ---- | ---- | ---- | ---- | ---- | ---- | ---- | ---- | ---- | ---- | ---- | ---- | ---- | ---- | ---- |
| Počet obyvatel | 160  | 175  | 153  | 125  | 127  | 135  | 128  | 69   | 68   | 54   | 38   | 38   | 44   | 52   | 53   |
| Počet domů     | 19   | 19   | 21   | 23   | 23   | 22   | 23   | 22   | 22   | 14   | 13   | 15   | 17   | 23   | 24   |

## Obecní správa
Při sčítání lidu v letech 1869–1950 Radějovice byly samostatnou obcí v okrese Stříbro. Od roku 1960 jsou částí obce Přehýšov v okrese Plzeň-sever.

## Galerie

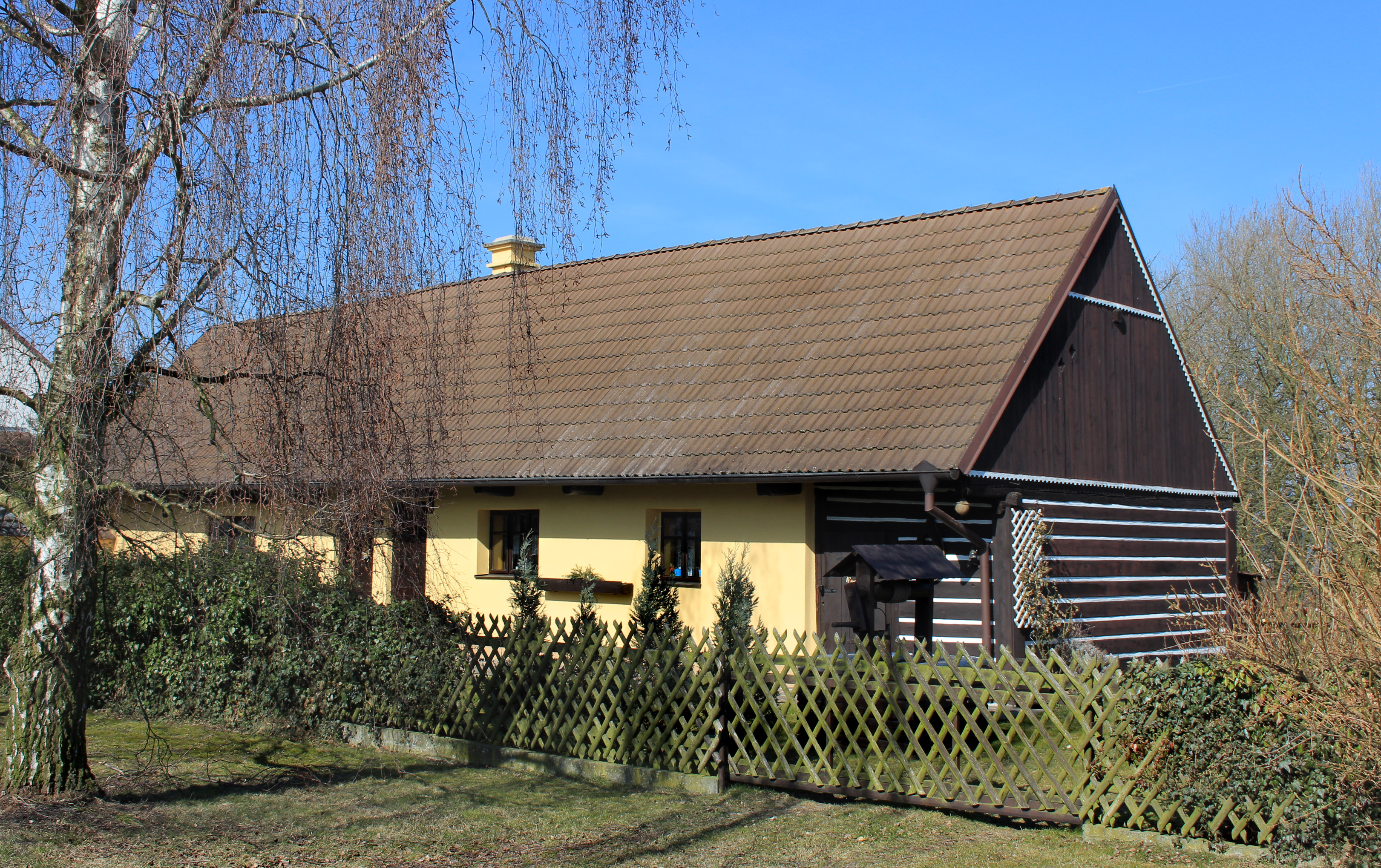
Roubenka u návsi
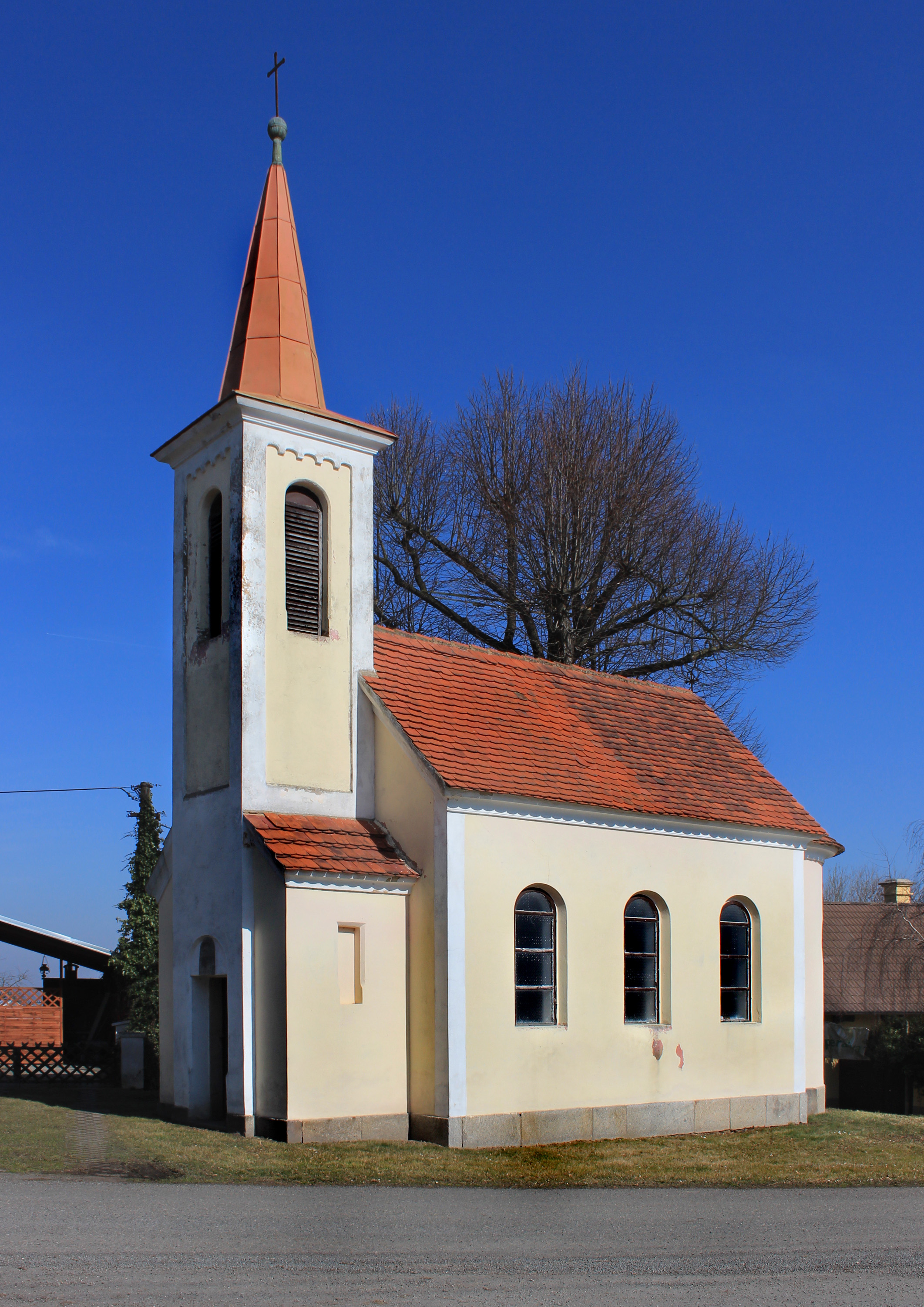
Kaple
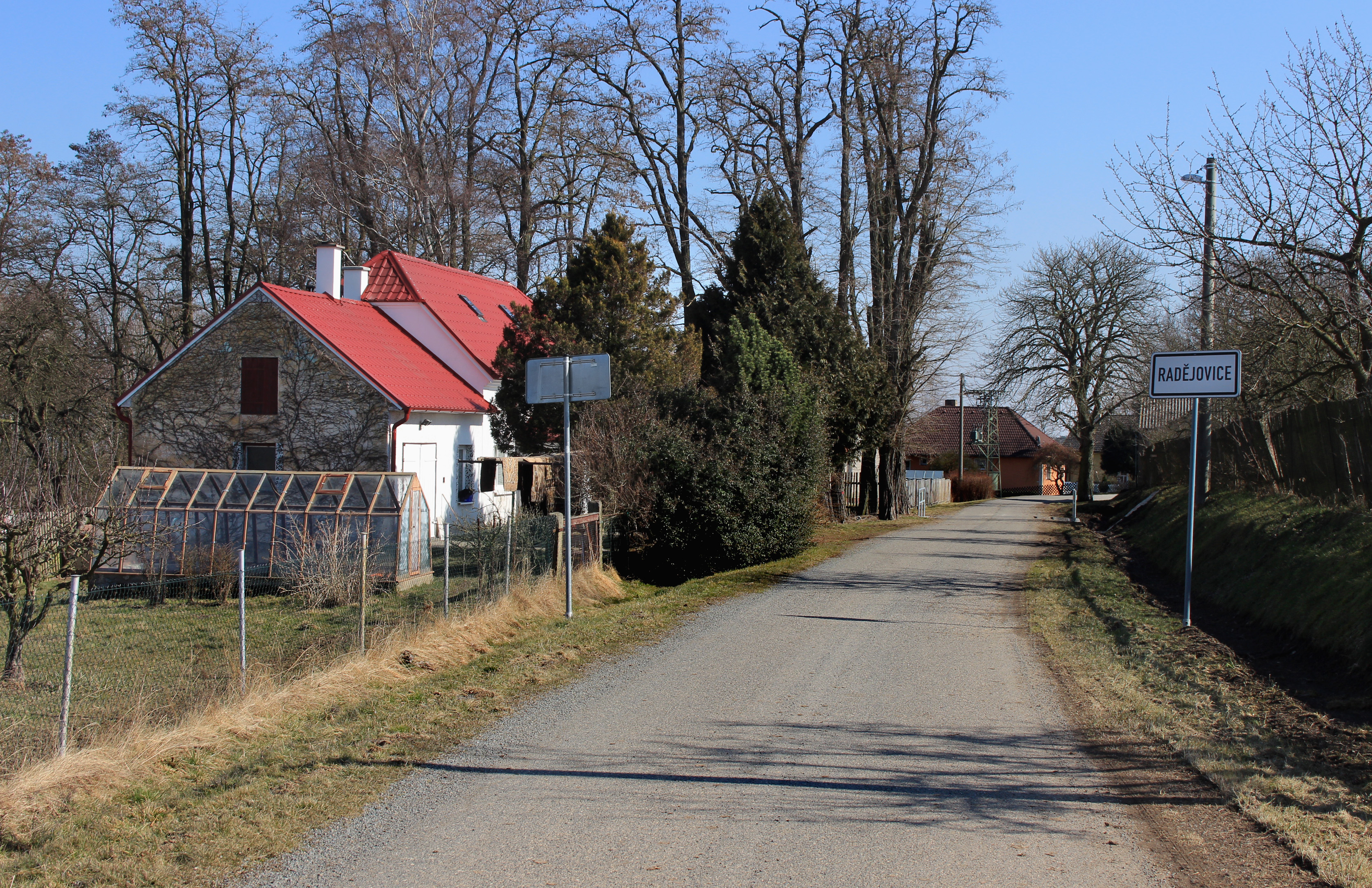
Příjezd od vsi od západu